# Rajd Dunaju 1989
Rajd Dunaju 1989 (23. Danube Rally) – 23. edycja rajdu samochodowego Rajd Dunaju rozgrywanego w Rumunii. Rozgrywany był od 9 do 11 czerwca 1989 roku. Była to trzecia runda Rajdowego Pucharu Pokoju i Przyjaźni w roku 1989.

## Klasyfikacje rajdu
| Miejsce                | Kierowca               | Pilot                  | Samochód               | Czas                   | Strata                 |                        |
| Klasyfikacja generalna | Klasyfikacja generalna | Klasyfikacja generalna | Klasyfikacja generalna | Klasyfikacja generalna | Klasyfikacja generalna | Klasyfikacja generalna |
| ---------------------- | ---------------------- | ---------------------- | ---------------------- | ---------------------- | ---------------------- | ---------------------- |
| 1.                     | Toomas Seger           | Tiit Paju              | Lada Samara 2108       |                        | 0.0                    |                        |
| 2.                     | Nikolai Nikolov        | Krasimir Petrov        | Lada VAZ 2105          |                        |                        |                        |
| 3.                     | Boris Fedotov          | Igor Gorbatiuk         | Lada Samara 2108       |                        |                        |                        |
| 4.                     | Svetoslav Dochkov      | Kalin Naidenov         | Lada VAZ 2105          |                        |                        |                        |
| 5.                     | Georgi Petrov          | Ivan Tonev             | Lada VAZ 2105          |                        |                        |                        |
| 6.                     | Romuald Chałas         | Zbigniew Atłowski      | FSO Polonez 1600       |                        |                        |                        |
| 7.                     | Eberhard Uth           | Volker Hofsommer       | Škoda 130 L            |                        |                        |                        |
| 8.                     | Alexandru Botezan      | Septimiu Popa          | Lada VAZ 2101          |                        |                        |                        |
| Klasyfikacja CoPaF     |                        |                        |                        |                        |                        |                        |
| 1.                     | Toomas Seger           | Tiit Paju              | Lada Samara 2108       |                        | 0.0                    |                        |
| 2.                     | Nikolai Nikolov        | Krasimir Petrov        | Lada VAZ 2105          |                        |                        |                        |
| 3.                     | Boris Fedotov          | Igor Gorbatiuk         | Lada Samara 2108       |                        |                        |                        |
| 4.                     | Svetoslav Dochkov      | Kalin Naidenov         | Lada VAZ 2105          |                        |                        |                        |
| 5.                     | Georgi Petrov          | Ivan Tonev             | Lada VAZ 2105          |                        |                        |                        |
| 6.                     | Romuald Chałas         | Zbigniew Atłowski      | FSO Polonez 1600       |                        |                        |                        |
| 7.                     | Eberhard Uth           | Volker Hofsommer       | Škoda 130 L            |                        |                        |                        |

| 1.                                               | Bułgaria |
| 2.                                               | ZSRR     |
| 3.                                               | NRD      |
| 4.                                               | Rumunia  |
| 5.                                               | Polska   |
| Zespoły Czechosłowacji i Węgier nie wystartowały |          |